# Ouled Said
Ouled Said (arabisch أولاد السعيد, DMG Aulād as-Saʿīd) ist eine algerische Gemeinde in der Provinz Timimoun mit 8219 Einwohnern (Stand: 2008).